# Nervilia jacksoniae
Nervilia jacksoniae är en orkidéart som beskrevs av Rinehart och Francis Raymond Fosberg. Nervilia jacksoniae ingår i släktet Nervilia och familjen orkidéer. Inga underarter finns listade i Catalogue of Life.